# Kosmos 1456
O Kosmos 1456 (em russo: Космос 1456, significado Cosmos 1456) foi um satélite soviético de sistema de alerta anti-mísseis intercontinentais. Foi desenvolvido como parte do programa Oko de satélites artificiais. O satélite foi projetado para identificar lançamentos de mísseis usando telescópios ópticos e sensores infravermelhos.
O Kosmos 1456 foi lançado em 25 de abril de 1983 do Cosmódromo de Plesetsk, União Soviética (atualmente na Rússia), através de um foguete Molniya-M. O lançamento foi bem sucedido, colocando o satélite em uma órbita Molniya, típica pela alta excentricidade e típica de muitos dos satélites Kosmos.
Ele se auto destruiu e, em seguida, reentrou na atmosfera da Terra no dia 11 de Maio de 1998.